# Delivering the Black
Delivering the Black — десятый студийный альбом немецкой хеви/пауэр-метал-группы Primal Fear. Альбом был выпущен 22 января 2014 года в Японии, 24 января в Европе и 28 января в США. Альбом был записан в House of Music studios Винтербах, Германия.

## Список композиций
Слова и музыка всех песен — написаны Мэтом Синнером, Магнусом Карлссоном и Ральфом Шиперсом.
| №   | Название                                                           | Длительность |
| --- | ------------------------------------------------------------------ | ------------ |
| 1.  | «King for a Day»                                                   | 3:44         |
| 2.  | «Rebel Faction»                                                    | 4:41         |
| 3.  | «When Death Comes Knocking»                                        | 6:58         |
| 4.  | «Alive & On Fire»                                                  | 4:48         |
| 5.  | «Delivering the Black»                                             | 4:53         |
| 6.  | «Road to Asylum»                                                   | 3:48         |
| 7.  | «One Night in December»                                            | 9:18         |
| 8.  | «Never Pray for Justice»                                           | 4:23         |
| 9.  | «Born with a Broken Heart»                                         | 4:36         |
| 10. | «Inseminoid»                                                       | 5:01         |
| 11. | «Innocent Man» (Европейский Бонус-трек)                            | 4:12         |
| 12. | «Man Without Shadow» (Европейский Бонус-трек)                      | 4:03         |
| 13. | «When Death Comes Knocking (Single Edit)» (Европейский Бонус-трек) | 4:25         |
| 14. | «Born with a Broken Heart (Edit Version)» (Японский Бонус-трек)    | 4:13         |

## Участники записи
- Ральф Шиперс — вокал, подпевки
- Магнус Карлссон — гитара, клавишные
- Алекс Байродт — гитара
- Мэт Синнер — бас-гитара, бэк-вокал, вокал
- Рэнди Блэк — барабаны

Лив Кристин — подпевки на «Born With a Broken Heart»
Продюсер — Мэт Синнер
Микширование и мастеринг — Jacob Hansen
Смикшировано на студии Hansen, Дания
Записано на студии House Of Music, Германия
Инженер записи — Acim Koehler, ассистент — Sinja Mueller
Сопродюсер музыки Магнус Карлссон
Спродюсер вокальных партий — Ральф Шиперс
Дополнительная запись на студиях Stuntguitar Music, Fear Studios, Level 10
Обложка и буклет — Jobert Mello
Фото — Alex Kuehr

## Позиция в чартах
| Чарт     | Высшая позиция |
| -------- | -------------- |
| Германия | 13             |